# Brâncoveni
Brâncoveni là một xã thuộc hạt Olt, România. Dân số thời điểm năm 2002 là 3387 người.